# Rudolf Häusler
Rudolf Häusler (* 15. Dezember 1893 in Aspang; † 26. Juli 1973 in Wien) war ein österreichischer Kaufmann. Er gilt in der historischen Hitler-Forschung als einer der wenigen Zeugen aus Adolf Hitlers Lebensabschnitt in München und Wien 1913/1914.

## Leben und Bedeutung für die Hitler-Forschung
Häusler wurde 1893 in Wien geboren. Er besuchte die Volksschule in Wien, dann drei Jahre lang eine Mittel- und Handelsschule in Wien. Im Anschluss daran absolvierte er von 1908 bis 1910 eine kaufmännische Lehre. Als Neunzehnjähriger wurde er arbeitslos. Nach einem Streit mit seinem Vater erhielt er im Elternhaus Besuchsverbot und zog aus. Eine neue Unterkunft fand er im Männerwohnheim in der Wiener Meldemannstraße, in dem er vom 4. Februar bis zum 25. Mai 1913 wohnte.
Während seiner Zeit im Männerheim lernte Häusler den jungen Adolf Hitler kennen. Am 25. Mai 1913 siedelten Hitler und Häusler gemeinsam nach München über. Dort bewohnten die beiden von Mai 1913 bis Februar 1914 ein gemeinsames Zimmer im Haus des Münchener Schneidermeisters Josef Popp in der Schleißheimer Straße 34 (Maxvorstadt). Während Hitler in München einem müßiggängerischen Lebenswandel als Postkartenmaler und Autodidakt nachging, verdingte Häusler sich als Gelegenheitsarbeiter. Im Februar 1914, nach seinem Auszug aus dem gemeinsamen Quartier im Hause Popp, suchte Häusler sich ein eigenes Zimmer. Zu Hitler stand er jedoch weiterhin in engem Kontakt. Nach dem Ausbruch des Ersten Weltkriegs kehrte Häusler am 3. August 1914 nach Österreich zurück, wo er sich zum Militär meldete. Den Krieg erlebte er als Soldat und später als Zugführer in Rumänien und Italien. Aus seiner 1918 geschlossenen Ehe ging eine im selben Jahr geborene Tochter, Marianne, hervor. 1919 schied Häusler aus der k.u.k. Armee aus.
Bis 1921 lebte Häusler als selbständiger Kaufmann in Wien. Von 1927 bis 1933 war er Bankangestellter bei der Wiener Lomb. und Esk. bank. 1929 starb seine Frau. Von 1933 bis 1937 war er Geschäftsführer eines Hotels auf der Bischofskoppe in Böhmen und ab 1938 Wagmeister in einer Zuckerfabrik. Ein Versuch Häuslers, 1933 dem neu ernannten Reichskanzler Hitler einen Besuch abzustatten, scheiterte, weil man seinen Beteuerungen, ein alter Freund des „Führers“ zu sein, keinen Glauben schenkte und ihn nicht zu diesem vorließ. Am 1. Mai 1933 trat Häusler in die NSDAP ein, allerdings trat diese Mitgliedschaft nach dem Parteiverbot in Österreich offenbar nicht in Kraft und wurde 1944 für ungültig erklärt, Häuslers erneute Aufnahmeanträge nach 1938 wurden 1943 abgelehnt. Von 1938 bis 1945 war er für die Deutsche Arbeitsfront (DAF) in Wien tätig, wo er für die Wohnungsvergabe zuständig war. Am 1. Dezember 1938 erhielt er dort den Rang eines Hauptabteilungsleiters. 1940 wurde er zum Hauptstellenleiter der NSDAP in Wien befördert.
Anders als andere Zeugen aus Hitlers frühen Jahren, wie etwa der Landstreicher Reinhold Hanisch oder der Pianist August Kubizek, schrieb Häusler niemals seine Erinnerungen an die gemeinsame Zeit mit Hitler nieder. Zudem wurde er – obwohl er bis zu seinem Tod 1973 in Telefonbüchern auffindbar war – nie von einem Historiker befragt. Die österreichische Historikerin Brigitte Hamann konnte allerdings in den 1990er Jahren Häuslers Tochter ausfindig machen und befragen. Dank der Berichte seiner Tochter konnten so nachträglich zumindest einige von Häuslers Erlebnissen mit dem jungen Hitler und einige der Eindrücke, die er von diesem gewann, auf der Grundlage seiner Erzählungen im Familienkreis für die historische Forschung erhalten werden. Die gewonnenen Informationen über Hitler sind allerdings methodisch von eingeschränktem Wert, weil sie nicht auf einem unmittelbaren (Augen-)Zeugen beruhen, sondern auf dem Wissen eines Dritten. Darüber hinaus gab es im Nachlass der Familie Häusler einige Briefe und Postkarten, die Hitler aus München an Häuslers Schwester Milli und an Häuslers Mutter Ida geschrieben hatte.